# Guétali de la villa Lucilly
Le guétali de la villa Lucilly est un guétali remarquable de l'île de La Réunion, département d'outre-mer français dans le sud-ouest de l'océan Indien. Situé rue du Général-de-Gaulle, à Hell-Bourg, un îlet de la commune de Salazie, il est inscrit à l'inventaire supplémentaire des monuments historiques depuis le 29 mars 1996,.